# Kakumiro
Kakumiro – miasto w Ugandzie, stolica dystryktu Kakumiro.